# John Gresham Machen

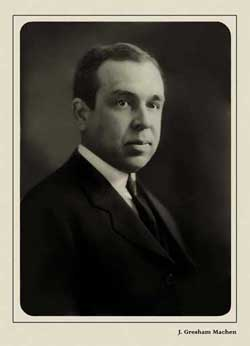
John Gresham Machen

John Gresham Machen (* 28. Juli 1881 in Baltimore, Maryland, USA; † 1. Januar 1937 in Bismarck, North Dakota, USA) war ein US-amerikanischer presbyterianischer Theologe im frühen 20. Jahrhundert. Er war Professor für Neues Testament am Princeton Theological Seminary von 1915 bis 1929. Er führte einen konservativen Aufstand gegen die modernistische Theologie in Princeton an und gründete 1929 das Westminster Theological Seminary als eine Hochschule, die sich stärker an der ursprünglichen biblischen Lehre und Praxis orientierte.

## Einführung
Als die Presbyterianische Kirche im Norden der USA (Northern Presbyterian Church) fortgesetzt die Versuche der Konservativen zurückwies, die Treue zum Westminster Bekenntnis zu stärken, führte Machen eine kleine Gruppe von Konservativen aus der Kirche, um eine neue, die Orthodox Presbyterian Church OPC zu formieren. Anlass dazu lieferte 1935 und 1936 der Prozess, die Verurteilung und dienstliche Suspendierung von Mitgliedern des Independent Board for Presbyterian Foreign Missions, Machen eingeschlossen.
Als die Presbyterianische Kirche des Nordens (PCUSA) seine Sicht der Dinge in der Mitte der zwanziger Jahre zurückwies und entschied, das Princeton Theological Seminary zu reorganisieren, um daraus eine theologisch moderate Hochschule zu machen, übernahm Machen die Führung bei der Gründung des Westminster Theological Seminary in Glenside bei Philadelphia (1929), wo er bis zu seinem Tod 1937 Neues Testament unterrichtete. Seine anhaltende Opposition zum Liberalismus in den Auslandsmissionsgesellschaften in den dreißiger Jahren führte ebenfalls zur Schaffung einer neuen Organisation: The Independent Board for Presbyterian Foreign Missions (1933).
Machen gilt als der letzte der großen Theologen Princetons, der seit der Schaffung der Akademie im frühen 19. Jahrhundert eine so genannte Princeton-Theologie entwickelte: eine konservative und calvinistische Form evangelischen Christentums. Obwohl Machen mit den großen Princeton Theologen Archibald Alexander, Charles Hodge, A. A. Hodge und B. B. Warfield verglichen werden kann, hatte er weder eine Dozentenstelle für Theologie noch wurde er je Rektor des Seminars, sondern hatte einen Lehrauftrag für Neues Testament.
Machens Einfluss ist auch heute noch spürbar durch die Existenz der beiden von ihm gegründeten Institutionen: das Westminster Theological Seminary und die Orthodox Presbyterian Church. Außerdem wird sein Basislehrbuch zum Neutestamentlichen Griechisch immer noch von vielen Hochschulen verwendet.
Sein Name sei – gemäß dem Interview, das der dem Literary Digest gab –  als May, wie der Name des Monats, das ch wie in „chin“ (engl. für Kinn) mit einem e wie in pen (engl. für Bleistift), also als may'chen auszusprechen. In Gresham bleibt das h stumm: gres'am.

## Leben

### Kindheit und Jugend
Machen wurde in Baltimore im Bundesstaat Maryland geboren. Sein Vater, Arthur Webster Machen, Anwalt in Baltimore, war 45-jährig, seine Mutter, Mary Jones Gresham, 24-jährig, als sie heirateten. Während der Vater zur Episkopalkirche der Vereinigten Staaten von Amerika gehörte, war seine Mutter Presbyterianerin und lehrte ihren Sohn von klein auf den kleinen Westminster Katechismus (Westminster Shorter Catechism). Die Familie ging zur Presbyterianischen Kirche in der Franklin Street. Seine Schulbildung wird als privilegiert eingeschätzt, denn er konnte ein privates College besuchen und erhielt eine klassische Erziehung, einschließlich Latein und Griechisch. Obwohl es keine Aufzeichnungen darüber gibt, war es wahrscheinlich die Universitätsschule für Knaben. John lernte auch, Klavier zu spielen.

### Frühes Erwachsenenalter

#### Studienzeit
1898 begann der 17-jährige Machen, an der Johns-Hopkins-Universität zu studieren, um seinen ersten Abschluss zu machen. Dies gelang ihm genügend gut, um ein Stipendium zu bekommen. Er studierte Altphilologie und war Mitglied der Phi Kappa Psi-Studentenverbindung. Machen war ein brillanter Gelehrter und wurde daher nach seiner Promotion 1901 in die Phi Beta Kappa Gesellschaft gewählt.
Trotz einer gewissen Unschlüssigkeit bezüglich seiner Zukunft entschied sich Machen 1902, Theologie am Princeton Theological Seminary zu studieren, während er gleichzeitig einen Master of Arts in Philosophie an der Princeton University machte.

#### Auseinandersetzung mit dem theologischen Liberalismus in Deutschland
1905 weilte er für ein Jahr zu theologischen Studien in Deutschland. In einem Brief an seinen Vater gestand er zu, er sei in eine Verwirrung über den Glauben gestürzt worden wegen des Liberalismus, der von Professor Wilhelm Herrmann gelehrt werde. Obwohl er einen enormen Respekt vor Herrmann hatte, führte ihn seine Zeit in Deutschland und seine Beschäftigung mit modernistischen Theologen dazu, den Modernismus abzulehnen und sich die konservative reformierte Theologie noch stärker als bisher zu eigen zu machen. Während seines Studiums in Göttingen wurde er 1906 Mitglied der Schwarzburgbund-Verbindung Burschenschaft Germania.

### Vor und während des Ersten Weltkriegs

#### Princeton 1906–1916
1906 trat Machen als Lehrer für Neues Testament am Princeton Theological Seminary an, nachdem ihm zugesagt wurde, er würde kein Glaubensbekenntnis unterzeichnen müssen. In Princeton stand er unter dem Einfluss von Francis Landey Patton, einem Ankläger in einem Gerichtsverfahren gegen Häresie, und unter dem Einfluss von B. B. Warfield, den er als den großartigsten Mann beschrieb, den er je getroffen habe. Warfield achtete und bestand darauf, dass die richtige Lehre das vorrangige Mittel sei, durch das die Christen die sie umgebende Kultur prägten, und er legte Wert auf eine hohe Anschauung der Heiligen Schrift und die Verteidigung des Supranaturalismus. Es scheint, dass Machen unter ihrem Einfluss seine Glaubenskrise überwand. 1914 wurde er ordiniert und 1915 Assistenzprofessor für Neues Testament.

#### Zeit des Ersten Weltkriegs
Machen leistete im Zweiten Weltkrieg keinen „konventionellen“ Militärdienst, sondern ging stattdessen nach Frankreich mit dem CVJM, um freiwillige Arbeit in der Nähe und direkt an der Front zu leisten – eine Aufgabe, die er für einige Zeit nach Kriegsende weiterführte. Obwohl selber nicht an Kämpfen beteiligt, wurde er aus erster Hand Zeuge für die Verwüstungen moderner Kriegsführung. Argwöhnisch gegenüber dem Projekt Woodrow Wilsons, einem Freund der Familie, die Demokratie zu verbreiten und dem Imperialismus gegenüber, war er strikt gegen den Krieg, und als er in die USA zurückkehrte, sah er, dass viele Bestimmungen des Versailler Vertrages einen Angriff auf den internationalen Frieden und den Frieden unter den Rassen bedeuteten: „... Krieg wird auf Krieg folgen in einer ermüdenden Abfolge.“

### Lehrtätigkeit in Princeton 1918–1926
Nach seiner Rückkehr aus Europa führte Machen in Princeton seine Tätigkeit als Lehrer für Neues Testament weiter. In dieser Zeit erwarb er den Ruf, einer der wenigen wirklichen Gelehrten zu sein, die fähig waren, der wachsende Vorherrschaft der modernistischen Theologie argumentativ zu begegnen und dabei einen evangelischen Glaubensstandpunkt einzunehmen.
The Origin of Paul’s Religion („Der Ursprung der Religion des Paulus“, 1921) ist vielleicht Machens bekanntestes akademisches Werk. Dieses Buch war ein erfolgreiches Mittel, den modernistischen Glauben zu kritisieren, die Religion des Paulus habe hauptsächlich auf griechischer Philosophie beruht und sei von der von Jesus völlig verschieden. Es wurde mehrfach wieder aufgelegt, zuletzt 2010.
Christianity and Liberalism („Christentum und Liberalismus“, 1923) ist ein weiteres Buch von Machen, worin er den theologischen Modernismus einer Kritik unterzog. Im Buch verglich er das konservative Christentum mit dem protestantischen Christentum, wo sich modernistische (oder „liberale“) Theologie größer werdenden Beliebtheit erfreute. Er schlussfolgerte, dass der „Liberalismus der moderne Hauptgegner des Christentums sei“.
In seinem Buch What is Faith? („Was ist Glaube?“, 1925) nahm er sich die pastorale Aufgabe vor, den Glauben in der geschichtlichen Tatsache der Versöhnungstat Christi zu verankern. Liberale Theologie befand er als anti-intellektuell, insofern sie das Christentum spiritualisiere und als bloßer Ausdruck individueller Erfahrung behandle, wodurch die Bibel und die Glaubensbekenntnisse aller klar umrissener Bedeutung beraubt würden.
Diese und eine Anzahl anderer Bücher gaben Machen innerhalb der Presbyterianischen Kirche einen festen Platz im theologisch konservativen Lager. Seine Arbeit während der zwanziger Jahre war aufgeteilt in seine Zeit in Princeton und sein politisches Wirken mit evangelikalen Presbyterianern.
Trotz seiner konservativen theologischen Überzeugungen konnte Machen sich einen populistischen Fundamentalismus nie ganz zu eigen machen. Seine Weigerung, den Prämillennarismus und andere Seiten des fundamentalistischen Glaubens zu akzeptieren, beruhte auf seiner Überzeugung, dass die calvinistische Theologie die biblischste Form christlichen Glaubens sei – eine Theologie, die damals allgemein im Fundamentalismus nicht anzutreffen war. Überdies stand Machens akademische Arbeit und seine Fähigkeit, sich mit modernistischer Theologie einzulassen, im Widerspruch zur anti-intellektuellen Haltung vieler Fundamentalisten.

### Kontroversen
Zwischen 1924 und 1925 verschlechterte sich die Beziehung zur Fakultät in Princeton, als der Presbyterianer die Frage aufwarf, ob es an der Fakultät zwei verschiedene Parteien gebe. Machen machte darauf aufmerksam, dass seine Differenzen mit Charles Erdman sich auf die Wichtigkeit bezog, die sie der Glaubenslehre beimessen. Er vermerkte, dass Erdman Toleranz übte bei denen, die lehrmäßig im Irrtum waren. Erdman antwortete ihm privat, dass Moody '... wusste, dass Polemiker üblicherweise keine Nachfolger für Christus gewinnen.’

#### Gründung des Westminster Theological Seminary
Die Generalversammlung beschloss 1929, das Princeton Seminary zu reorganisieren und berief zwei Leute zu Verwaltern, die die Erklärung von Auburn (Auburn Affirmation) unterzeichnet hatten. Diese Erklärung war eine Antwort von Liberalen innerhalb der Northern Presbyterian Church, die die Antwort der Generalversammlung auf die Kontroverse um Harry Emerson Fosdicks Predigt „Shall the Fundamentalists Win?“ („Sollen die Fundamentalisten gewinnen?“) verurteilte. Machen, Cornelius Van Til und einige Kollegen kündigten daraufhin ihre Stellen und gründeten das Westminster Theological Seminary, um weiterhin „orthodoxe“ („rechtgläubige“) reformierte Theologie treiben und lehren zu können.

#### Gründung der „Orthodoxen Presbyterianischen Kirche“ (OPC)
Im Jahr 1933 war Machen über den Liberalismus beunruhigt, der auf dem Missionsfeld von Presbyterianern geduldet wurde. Er rief das Independent Board for Presbyterian Foreign Missions ins Leben. Die nächste presbyterianische Generalversammlung bekräftigte, dass das Independent Board verfassungswidrig sei und setzte der beteiligten Pfarrerschaft ein Ultimatum, um ihre Verbindungen abzubrechen. Als Machen und sieben andere Geistliche sich weigerten, wurden sie vom presbyterianischen Pfarramt dispensiert. Die Auseinandersetzung schied Machen von vielen seiner fundamentalistischen Freunde, wie z. B. von Clarence MacCartney, der sich angesichts einer drohenden Spaltung zurückzog. Schließlich verließ Machen die Northern Presbyterian Church und gründete eine Kirche, die später als 'Altpresbyterianische Kirche' (Orthodox Presbyterian Church) bekannt wurde.
Francis Schaeffer geht in seinem Buch 'Die große Anpassung: der Zeitgeist und die Evangelikalen' (The Great Evangelical Disaster, 1984) detailliert auf den Wandel vom theologischen Konservativismus zum Liberalismus in Amerika ein. Er beschreibt, wie Machens „Entkleidung“ richtiggehend zur Schlagzeile in den säkularen Medien des Landes wurde. Schaeffer schlussfolgert: „Man könnte mit Fug und Recht behaupten, dass die Nachrichten über Machen die bedeutsamsten US-Nachrichten in der ersten Hälfte des 20. Jahrhunderts waren. Es war der Höhepunkt eines lange anhaltenden Trends zum Liberalismus in der Presbyterianischen Kirche und repräsentierte den gleichlaufenden Trend in den meisten anderen Denominationen.“ (S. 35).

### Religion und Politik
Machen blickte argwöhnisch auf die Vermischung von Religion und Politik. Er betrachtete die Versuche, mit politischen Mitteln eine christliche Kultur aufzubauen, als unsensibel gegenüber den Minderheiten. Er war noch mehr besorgt über den korrumpierenden Einfluss der Politik auf die Christenheit und sah das Social Gospel als schreckliche Warnung. Er war gegen das Schulgebet und Bibellesungen in öffentlichen Schulen. Diese Position implizierte allerdings, dass Christen ihre eigenen Schulen führen sollten.
Der Historiker George M. Marsden beschrieb Machen als „radikal libertaristisch“. Er wehrte sich gegen beinahe jede Ausdehnung staatlicher Macht und nahm zu einer Vielzahl von Themen Stellung. Wie bei den meisten libertär Denkenden ließen sich seine Stellungnahmen nicht in die üblichen Schubladen von „liberal“ oder „konservativ“ einordnen. Der Einrichtung eines nationalen Erziehungsdepartements stellte er sich entgegen, indem er vor einem gemeinsamen Ausschuss des Kongresses darauf hinwies, dass die Kontrolle der Kinder durch den Staat die endgültige Opferung der Freiheit bedeute. Er war nicht an sich gegen lokal betriebene öffentliche Schulen, sondern fürchtete den Einfluss materialistischer Ideologie und den Widerstand gegen höhere menschliche Bestrebungen. Er war auch gegen die Prohibition – ein teurer Standpunkt in einer Zeit, als Abstinenz beinahe ein Glaubenssatz unter Protestanten war.

### Sein Tod

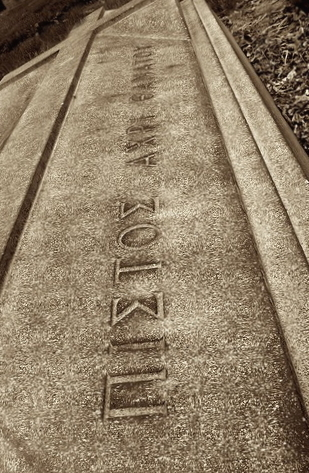
J.G. Machens Grabstein mit der Aufschrift „Treu bis in den Tod“

Sehr zur Traurigkeit jener, die sich an der von ihm geleiteten Bewegung beteiligten, starb Machen 1937 im Alter von 55 Jahren. Einige Kommentatoren, insbesondere sein Freund Ned Stonehouse, wiesen darauf hin, dass Machens Konstitution nicht gerade stark war, und dass er damals ständig mit Verantwortungen überlastet war.
Machen hatte entschieden, im Dezember 1936 einige Vorträge in Norddakota zu halten, zog sich aber dort im außerordentlich kalten Wetter eine Brustfellentzündung zu. Nach Weihnachten wurde er wegen Lungenentzündung hospitalisiert und verstarb am 1. Januar 1937. Kurz vor seinem Tod diktierte er ein Telegramm an seinen langjährigen Freund und Kollegen John Murray (1898–1975) – der Inhalt dieses Telegramms widerspiegelt zutiefst seinen lebenslangen Glauben: „Ich bin so dankbar für den aktiven Gehorsam Christi (the active obedience of Christ). Keine Hoffnung ohne ihn.“ Machen wurde auf dem Greenmount Friedhof in Baltimore (Maryland) begraben. Sein Grabstein trägt ganz schlicht seinen Namen, den Titel, die Lebensdaten, und auf Griechisch den Spruch ΠΙΣΤΟΣ ΑΧΡΙ ΘΑΝΑΤΟΥ („Treu bis in den Tod“, aus Off 2,10, s. Bild rechts).
Der kirchenkritische Journalist Henry L. Mencken aus Baltimore schrieb im Dezember 1931 einen Leitartikel über Machen und später einen Nachruf mit dem Titel „Dr. Fundamentalis“ (Baltimore Evening Sun, 18. Januar 1937). Obwohl mit Machens Theologie nicht einverstanden, zollte ihm Mencken großen Respekt und brachte seine Bewunderung für dessen intellektuelle Begabung zum Ausdruck. Mencken verglich Machen mit William Jennings Bryan, einem anderen namhaften Presbyterianer, indem er schrieb: “Dr. Machen mit Bryan zu vergleichen ist wie das Matterhorn mit einer Warze zu vergleichen.”

## Werke
Zu den oben im Artikel erwähnten Arbeiten Machens kommen hinzu:
- „The Origin of Paul’s Religion“ (1921) online
- Christianity and Liberalism  (1923) ISBN 0-8028-1121-3 (dt. Christentum und Liberalismus (2013))
- What is faith? (1925)
- New Testament Greek for Beginners (3. Auflage 1925)
- The virgin birth of Christ (1930)
- The Christian faith in the modern world (1936)
- The Christian view of man (1937)
- God transcendent (1949), Predigten, hg. v. Ned B. Stonehouse, ISBN 0-85151-355-7.
- What is Christianity? and other addresses (1951), hg. v. Ned B. Stonehouse
- The New Testament: an introduction to its literature and history (1976), hg. v. W. John Cook, ISBN 0-85151-240-2.

## Bibliographie
- Henry W. Coray: J. Gresham Machen: A Silhouette. Grand Rapids 1981, Kregel Publications 1981. ISBN 0-8254-2327-9.
- L. Gatiss: Christianity and the Tolerance of Liberalism: J.Gresham Machen and the Presbyterian Controversy of 1922-1937. London 2008. ISBN 978-0-946307-63-0
- D. G. Hart: Defending the Faith: J. Gresham Machen and the Crisis of Conservative Protestantism in Modern America. P & R Publishing, 2003. ISBN 0-87552-563-6
- J. Gresham Machen: Christianity and Liberalism, Eerdmans, Grand Rapids 1923. ISBN 0-8028-1121-3
- George M. Marsden: „Understanding J. Gresham Machen“, in: Understanding Fundamentalism and Evangelicalism S. 182–201. Eerdmans:Grand Rapids 1991, ISBN 0-8028-0539-6.
- Mark Noll: „John Gresham Machen“, in: S. B. Ferguson, D. F. Wright, and J. I. Packer (Hg.), The New Dictionary of Theology. Inter-Varsity Press: Leicester 1988. ISBN 0-8308-1400-0
- Ned B. Stonehouse: J. Gresham Machen – A Biographical Memoir (3. Aufl.). Banner of Truth Trust: Edinburgh 1987. ISBN 0-85151-501-0.